# محلة أكبري (مزايجان)
محلة أکبري (بالفارسية: محله اکبری) هي قرية تقع في إيران في قسم مزایجان الريفي. يقدر عدد سكانها بـ 392 نسمة بحسب إحصاء 2016.